# 모용책
모용책(慕容策, 386년 ~ 398년)은 중국 오호 십육국 시대 후연(後燕)의 제2대 황제인 모용보(慕容寶)의 아들이다.

## 생애
복양왕(濮陽王)에 봉해졌으며, 모용보(慕容寶)의 총애를 받았다. 이후 396년 모용수(慕容垂)가 사망할 당시 모용회(慕容會)를 다음 대의 황태자로 지목했으나, 모용보는 모용회를 꺼려해 모용책과 장남인 모용성(慕容盛) 중 황태자를 세우려 했다. 모용성 또한 모용회를 견제해 모용책에게 황태자를 양보했으며, 결국 모용책이 황태자가 되었다.
그 뒤 398년 난한(蘭汗)이 황위를 찬탈하고자 모용보를 살해할 당시 같이 죽었으며, 난한이 모용성에 의해 주살된 이후 시호는 헌애(獻哀)로 하였다.